# Heinsenia nigrovenosa
Heinsenia nigrovenosa är en insektsart som beskrevs av Melichar 1906. Heinsenia nigrovenosa ingår i släktet Heinsenia och familjen Tropiduchidae. Inga underarter finns listade i Catalogue of Life.